# Бертолиния (микрорегион)

Бертолиния на карте.

Бертолиния (порт. Microrregião de Bertolínia) — микрорегион в Бразилии, входит в штат Пиауи. Составная часть мезорегиона Юго-запад штата Пиауи. Население составляет 40 684 человека (на 2010 год). Площадь — 11 098,167 км². Плотность населения — 3,67 чел./км².

## Демография
Согласно сведениям, собранным в ходе переписи 2010 г. Национальным институтом географии и статистики (IBGE), население микрорегиона составляет:
| Полное население                             | Полное население                             | Полное население                             | Полное население                             | 40 684 |
| -------------------------------------------- | -------------------------------------------- | -------------------------------------------- | -------------------------------------------- | ------ |
| в том числе:                                 | Городское население                          | 29 630                                       | Процент городского населения, %              | 72,83  |
|                                              | Сельское население                           | 11 054                                       | Процент сельского населения, %               | 27,17  |
|                                              | Мужское население                            | 20 616                                       | Процент мужского населения, %                | 50,67  |
|                                              | Женское население                            | 20 068                                       | Процент женского населения, %                | 49,33  |
| Плотность населения, чел/км²                 | Плотность населения, чел/км²                 | Плотность населения, чел/км²                 | Плотность населения, чел/км²                 | 3,67   |
| Население микрорегиона в % к населению штата | Население микрорегиона в % к населению штата | Население микрорегиона в % к населению штата | Население микрорегиона в % к населению штата | 1,30   |

## Статистика
- Валовой внутренний продукт на 2003 год составляет 67 711 963,00 реалов (данные: Бразильский институт географии и статистики).
- Валовой внутренний продукт на душу населения на 2003 год составляет 1755,50 реалов (данные: Бразильский институт географии и статистики).
- Индекс развития человеческого потенциала на 2000 год составляет 0,629 (данные: Программа развития ООН).

## Состав микрорегиона
В составе микрорегиона включены следующие муниципалитеты:
1. Антониу-Алмейда
2. Бертолиния
3. Колония-ду-Гургея
4. Элизеу-Мартинс
5. Ландри-Салис
6. Мануэл-Эмидиу
7. Маркус-Паренти
8. Порту-Алегри-ду-Пиауи
9. Себастьян-Леал